# Lumbia Airfield
Il Lumbia Airfield (ICAO: RPML), precedentemente noto come aeroporto di Lumbia e aeroporto di Cagayan de Oro, è una base aerea ed era il principale aeroporto che serviva le aree generali di Cagayan de Oro e di Mindanao settentrionale, nella provincia di Misamis Oriental nelle Filippine. Era il secondo aeroporto più trafficato di Mindanao, dopo l'aeroporto Internazionale Francisco Bangoy di Davao, prima dell'apertura dell'aeroporto Internazionale di Laguindingan.
È stato classificato come aeroporto principale di Classe 1 (domestico maggiore) dall'Autorità dell'aviazione civile delle Filippine, un ente del Dipartimento dei trasporti responsabile delle operazioni aeroportuali nelle Filippine (ad eccezione dei principali aeroporti internazionali).
Il Lumbia Airfield prende il nome dalla sua posizione nel Barangay Lumbia. È una base aerea minore dell'Aeronautica militare filippina, con attrezzature di servizio per gli aerei OV-10 Bronco e per gli elicotteri UH-1 Huey e MD-520MG Defender.
Il 15 giugno 2013, l'aeroporto Internazionale di Laguindingan, nel comune di Laguindingan, Misamis Oriental, a circa 46 chilometri (29 miglia) a nord-ovest della città, ha sostituito l'aeroporto di Lumbia. Il nuovo aeroporto serve il nord di Mindanao e le sue principali città, Iligan e Cagayan de Oro.

## Storia
L'aeroporto di Lumbia fu aperto negli anni trenta durante l'occupazione americana delle Filippine. Durante la Seconda Guerra Mondiale, i giapponesi presero possesso della pista d'atterraggio, che fu ampliata con l'uso di lavoro forzato.
Rimase l'unico aeroporto di Cagayan de Oro, mentre la città cresceva in dimensioni e popolazione. Tuttavia, l'aeroporto di Lumbia non riuscì più a tenere il passo con la rapida crescita della regione. Inoltre, la sua maggiore elevazione rispetto alla città faceva sì che molti voli dovessero essere deviati in caso di pioggia o nebbia fitta.
Alle 22:00 di venerdì 14 giugno 2013, l'ultimo volo passeggeri ha lasciato l'ex aeroporto Lumbia, segnando la fine di un capitolo della storia dell'aviazione filippina. Il codice IATA CGY è stato trasferito all'aeroporto di Laguindingan.
Da allora è sotto il controllo del 10º Gruppo Operativo Tattico dell'Aeronautica Militare delle Filippine. L'aeroporto è stato scelto dalle forze armate statunitensi per la costruzione delle loro strutture nell'ambito dell'Enhanced Defense Cooperation Agreement.
Nel febbraio 2017, l'Aeronautica militare filippina ha iniziato a trasferirsi nell'aeroporto.

## Incidenti
- 2 febbraio 1998: il volo Cebu Pacific 387 proveniente dall'aeroporto Internazionale Ninoy Aquino di Manila e diretto a Cagayan de Oro, operato da un Douglas DC-9, si schiantò contro il monte Sumagaya a Claveria, Misamis Oriental, provocando la morte di tutti i 99 passeggeri e i 5 membri dell'equipaggio a bordo. La causa dell'incidente è stata attribuita a diversi fattori: errore del pilota, una rotta di volo insolita (dovuta a uno scalo non previsto a Tacloban per consegnare parti di aeromobili a un altro DC-9 della Cebu Pacific), maltempo e carte aeree errate.